# Didier Tarquin

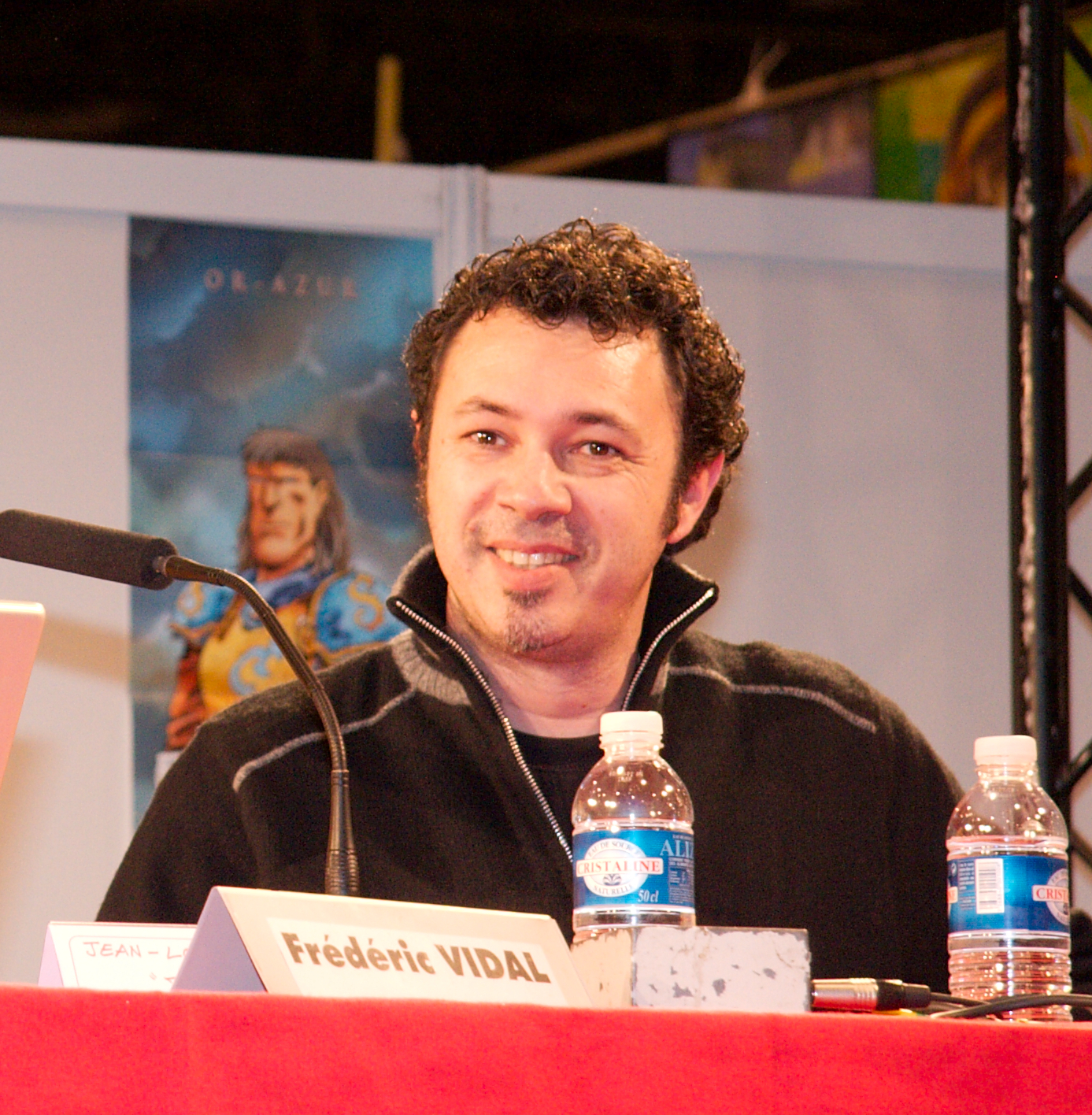
Didier Tarquin, 2007

Didier Tarquin (* 20. Januar 1967 in Toulon) ist ein französischer Comiczeichner und -autor.

## Leben und Wirken
Tarquin lebte bis zu seinem zehnten Lebensjahr in Algerien und wandte sich nach seiner Rückkehr nach Frankreich dem Comic zu. Er fasste kurze Zeit eine Ausbildung in der plastischen Kunst ins Auge, blieb aber dem Comic treu.
Seine erste Veröffentlichung war das von ihm gezeichnete Les Maléfices d’orient, das 1990 von Soleil Productions herausgebracht wurde. Im selben Verlag erschienen zwischen 1992 und 1993 auch zwei Bände von Röq.
Nach diesen Anfangswerken begann Tarquins erfolgreiche Zusammenarbeit mit Scotch Arleston rund um die Fantasywelt Troy. Ab 1994 erschien die Serie Lanfeust von Troy bei Soleil, für die Tarquin bis 2000 sämtliche acht Bände der Originalserie zeichnete. Zwischen 1995 und 2014 entstanden die vier fortlaufenden Alben der Serie Gnome von Troy, einer humoristischen Serie über die Kindheit der Troy-Figuren.
Auch für die Zeichnungen der von 2001 bis 2008 erscheinenden acht Alben von Lanfeust der Sterne war Didier Tarquin verantwortlich, ebenso bei der seit 2009 erscheinenden Serie Lanfeust Odyssee, wovon bis 2014 sechs Bände herausgekommen sind. Daneben zeichnete er mehrere Spezialbände rund um die Welt von Troy.
Neben seiner Arbeit für die Troy-Welt war Didier Tarquin Autor der ersten drei Bände der Seefahrer-Serie Les Ailes du Phaéton, die 1997 und 1998 veröffentlicht wurden, sowie von S.P.E.E.D. Angels, wovon 2012 und 2013 zwei Bände erschienen.